# Juan Lorenzo Elgueta Pacheco
Juan Lorenzo Elgueta Pacheco (Ancud, 11 de abril de 1867 - Ancud, 28 de abril de 1944) fue un sacerdote, catequista, arquitecto, esteta, gramático y músico de la Diócesis de San Carlos de Ancud. Fue conocido por su labor en la construcción de iglesias y capillas en la Región de Los Lagos, así como por su rol en la evangelización de Aysén.

## Biografía
Juan Lorenzo Elgueta Pacheco nació en Ancud, hijo de Pedro Elgueta y María Concepción Pacheco. Realizó sus estudios primarios en el colegio San José de los Padres Jesuitas de Puerto Montt y, en la década de 1880, ingresó al Seminario Conciliar de Ancud, donde fue ordenado sacerdote el 11 de junio de 1892.
Su primera misión fue como profesor de gramática en el Seminario Conciliar de Ancud. En octubre de 1893 fue nombrado párroco de Maullín, cargo que desempeñó durante 27 años. Durante su gestión en esta ciudad, se encargó del diseño y construcción de la Iglesia parroquial (1895), de estilo neogótico y que decoró con policromía en su interior. Además, Elgueta construyó numerosas capillas en la Provincia de Llanquihue, entre ellas en localidades como Los Canelos, Misquihué, Polizones, Cululil, Quenuir, Amortajado, Peñol, Puelpún, Salto Grande y Río Frío.
En agosto de 1913, Elgueta inició la construcción de la Iglesia de Carelmapu. Durante esta época construyó además la casa parroquial de Maullín (hoy casona pastoral), de estilo neoclásico. Más tarde, en febrero de 1920, fue nombrado párroco de Puerto Montt, donde fundó la Escuela San Juan Evangelista, que más tarde se conocería como Arriarán Barros.
En 1925, Elgueta fue nombrado Vicario General de la diócesis de San Carlos de Ancud por el Obispo Abraham Aguilera Bravo. Tras la muerte de Aguilera, ocupó el cargo de Vicario Capitular en Sede Vacante hasta la llegada del Obispo Ramón Munita Eyzaguirre en 1934. Durante estos años, se encargó de enviar los primeros misioneros a la Provincia de Aysén, no sólo para la evangelización de la zona, sino también para realizar investigaciones de carácter científico. Por su destacada trayectoria y servicios fue nombrado en 1938 Protonotario Apostólico por el papa Pío XI, convirtiéndose en el cuarto sacerdote en la historia de Chile en recibir este título. Al año siguiente, presentó su renuncia al Vicariato para dedicarse a la catequesis. 
En 1942, ya en los últimos años de su vida, Elgueta publicó su libro "Método para un catequismo de niños pequeños". Falleció el 28 de abril de 1944 a las 20:00 horas debido a una antigua afección cardiaca.

## Reconocimientos
- Nombrado Protonotario Apostólico por el papa Pío XI en 1938.
- Fue uno de los primeros sacerdotes en Chile en recibir el título de Protonotario Apostólico.
- Contribuyó significativamente al desarrollo de la arquitectura religiosa en la Región de Los Lagos.